# ماکسیموس تایر
ماکسیموس صور یا ماکسیموس تایر (یونانی: Μάξιμος Τύριος؛ ۱ ژانویهٔ ۰۲۰۰ – ۱ ژانویهٔ ۰۲۰۰) سخنران عمومی و فیلسوف، فلسفه یونانی بود که در زمان دودمان آنتونی نروایی و کومودوس می‌زیست.